# Bourgneuf (Charente-Maritime)
Bourgneuf ist eine französische Gemeinde mit 1.441 Einwohnern (Stand: 1. Januar 2022) im Département Charente-Maritime in der Region Nouvelle-Aquitaine. Sie gehört zum Arrondissement La Rochelle, zum Kanton La Jarrie und ist Mitglied im Gemeindeverband La Rochelle Agglomération. Die Einwohner werden Novibourgeois genannt.

## Geografie
Bourgneuf liegt etwa zehn Kilometer ostnordöstlich von La Rochelle in der historischen Landschaft Aunis. Umgeben wird Bourgneuf von den Nachbargemeinden Sainte-Soulle im Norden, Montroy im Süden und Osten, Périgny im Südosten sowie Dompierre-sur-Mer im Westen und Nordwesten.

## Bevölkerungsentwicklung
| Jahr                      | 1962 | 1968 | 1975 | 1982 | 1990 | 1999 | 2008 | 2013 | 2019 |
| Einwohner                 | 285  | 313  | 404  | 841  | 1044 | 1041 | 1063 | 1088 | 1375 |
| Quelle: Cassini und INSEE |      |      |      |      |      |      |      |      |      |

## Sehenswürdigkeiten
Siehe auch: Liste der Monuments historiques in Bourgneuf (Charente-Maritime)

Kirche Sainte-Catherine

- Kirche Sainte-Catherine

## Persönlichkeiten
- Adolphe Guillaumat (1863–1940), General